# Deutz F2M 315
Der Deutz F2M 315 ist ein Schlepper, den Humboldt-Deutz von 1934 bis 1942 herstellte. Deutz verzichtete bei diesem Modell erstmals auf die Rahmenbauweise. Stattdessen wurde die Gussölwanne mit dem Motor und dem Getriebe zu einer selbsttragenden Blockkonstruktion verbunden. Wegen des als Stahl-Schweißkonstruktion ausgeführten Getriebegehäuses wird der F2M 315 häufig auch Stahlschlepper genannt.
Der stehend eingebaute Zweizylinder-Dieselmotor mit 3400 cm³ Hubraum leistet 28 PS und wird mit Wasser gekühlt. Das Getriebe stammt von Deutz und hat fünf Vorwärtsgänge sowie einen Rückwärtsgang.